# Drew Jarvie
Drew Jarvie (Annathill, 5 maggio 1948) è un ex calciatore scozzese, di ruolo attaccante.
Leggenda dei Dons, è quinto per numero di reti (137) e settimo per numero di presenze (386) con la maglia dell'Aberdeen, che l'ha inserito nella propria hall of fame.

## Biografia
È sposato con Janette.
Negli ultimi giorni di dicembre 2008 subisce un intervento chirurgico al cuore.

## Carriera

### Club
Cresciuto nell'Airdrieonians, a 23 anni si trasferisce all'Aberdeen in cambio di circa € 110.000 odierni (circa £ 72.000 all'epoca). Debutta in Coppa di Lega contro il Queen of the South (4-0). Dal punto di vista realizzativo, le sue migliore stagioni sono vissute nel biennio 1972-1974 durante il quale sigla 28 marcature in 66 incontri di campionato (tra il 1969 e il 1971, all'epoca all'Airdrieonians aveva segnato 32 reti in 68 sfide nella seconda divisione scozzese, formando un duo offensivo di livello assieme a Drew Busby), ma vince due dei suoi unici tre titoli in carriera solo con l'arrivo di Sir Alex Ferguson, con cui vince un campionato (1980) e una Coppa di Scozia (1982). In particolare, il suo contributo alla vittoria del titolo nel 1980 è importante, con 12 gol in 30 giornate. Prima dell'arrivo di Ferguson, Jarvie vinse la Coppa di Lega 1977, andando in gol contro il Celtic (2-1). Durante gli anni settanta, mentre veste la maglia dell'Aberdeen, forma una prolifica coppia d'attacco assieme a Joe Harper: quando Harper passò all'Everton divenne la prima punta della squadra dove però non era adeguatamente supportato. Nel 1982, dopo dieci stagioni, ritorna all'Airdrieonians (seconda divisione) andando a chiudere la carriera al St. Mirren, in prima divisione, nel 1986.
Nel 1988 entra nello staff tecnico dell'Aberdeen assieme ad Alex Smith e a Jocky Scott.

### Nazionale
Esordisce il 21 aprile 1971 contro il Portogallo (2-0).

## Palmarès

### Club

#### Competizioni nazionali
- Coppa di Lega scozzese: 1

Aberdeen: 1976-1977
- Campionato scozzese: 1

Aberdeen: 1979-1980
- Coppa di Scozia: 1

Aberdeen: 1981-1982